# Rytele-Wszołki
Rytele-Wszołki [rɨˈtɛlɛ ˈfʂɔu̯ki] est un village polonais de la gmina de Ceranów dans le powiat de Sokołów et dans la voïvodie de Mazovie, au centre-est de la Pologne.